# Campeonato Asiático de Atletismo de 2017 - 400 m feminino
A prova dos 400 metros feminino do Campeonato Asiático de Atletismo de 2017 foi disputada entre os dias 6 e 7 de julho de 2017 no Kalinga Stadium em Bhubaneswar, na Índia. 

## Recordes
Antes desta competição, os recordes mundiais e do campeonato nesta prova eram os seguintes:
|                       | Nome               | Nacionalidade     | Tempo  | Local    | Data                   |
| --------------------- | ------------------ | ----------------- | ------ | -------- | ---------------------- |
| Recorde mundial       | Marita Koch        | Alemanha Oriental | 47s 60 | Camberra | 6 de outubro de 1985   |
| Recorde do campeonato | Damayanthi Dharsha | Sri Lanka         | 51s 05 | Jacarta  | 2000                   |
| Recorde asiático      | Ma Yuqin           | China             | 49s 81 | Pequim   | 11 de setembro de 1993 |

## Medalhistas
| Ouro                  | Prata               | Bronze             |
| Nirmala Sheoran (IND) | Quách Thị Lan (VIE) | Jisna Mathew (IND) |

## Resultados

### Bateria
Qualificação: 3 atletas de cada bateria  (Q) mais os 2 melhores qualificados (q). 
| Posição | Bateria | Atleta                | Nacionalidade | Tempo   | Notas |
| ------- | ------- | --------------------- | ------------- | ------- | ----- |
| 1       | 1       | Nirmala Sheoran       | Índia         | 52.79   | Q     |
| 2       | 2       | M. R. Poovamma        | Índia         | 53.16   | Q     |
| 3       | 2       | Jisna Mathew          | Índia         | 53.18   | Q     |
| 4       | 1       | Quách Thị Lan         | Vietname      | 53.26   | Q     |
| 5       | 1       | Nirmali Madushika     | Sri Lanka     | 54.38   | Q     |
| 6       | 1       | Seika Aoyama          | Japão         | 55.09   | q     |
| 7       | 2       | Kristina Pronzhenko   | Tajiquistão   | 55.43   | Q     |
| 8       | 2       | Aliya Khattab Boshnak | Jordânia      | 56.49   | q     |
| 9       | 2       | Supanich Poolkerd     | Tailândia     | 56.79   |       |
| 10      | 1       | Pornpan Hoemhuk       | Tailândia     | 57.22   |       |
| 11      | 1       | Elina Mikhina         | Cazaquistão   | 57.33   |       |
| 12      | 2       | Mirufath Ahmed        | Maldivas      | 1:01.80 |       |
| 13      | 1       | Diala El Khazen       | Líbano        | 1:02.01 |       |
| 14      | 2       | Liang Nuo             | China         | DNS     |       |

### Final

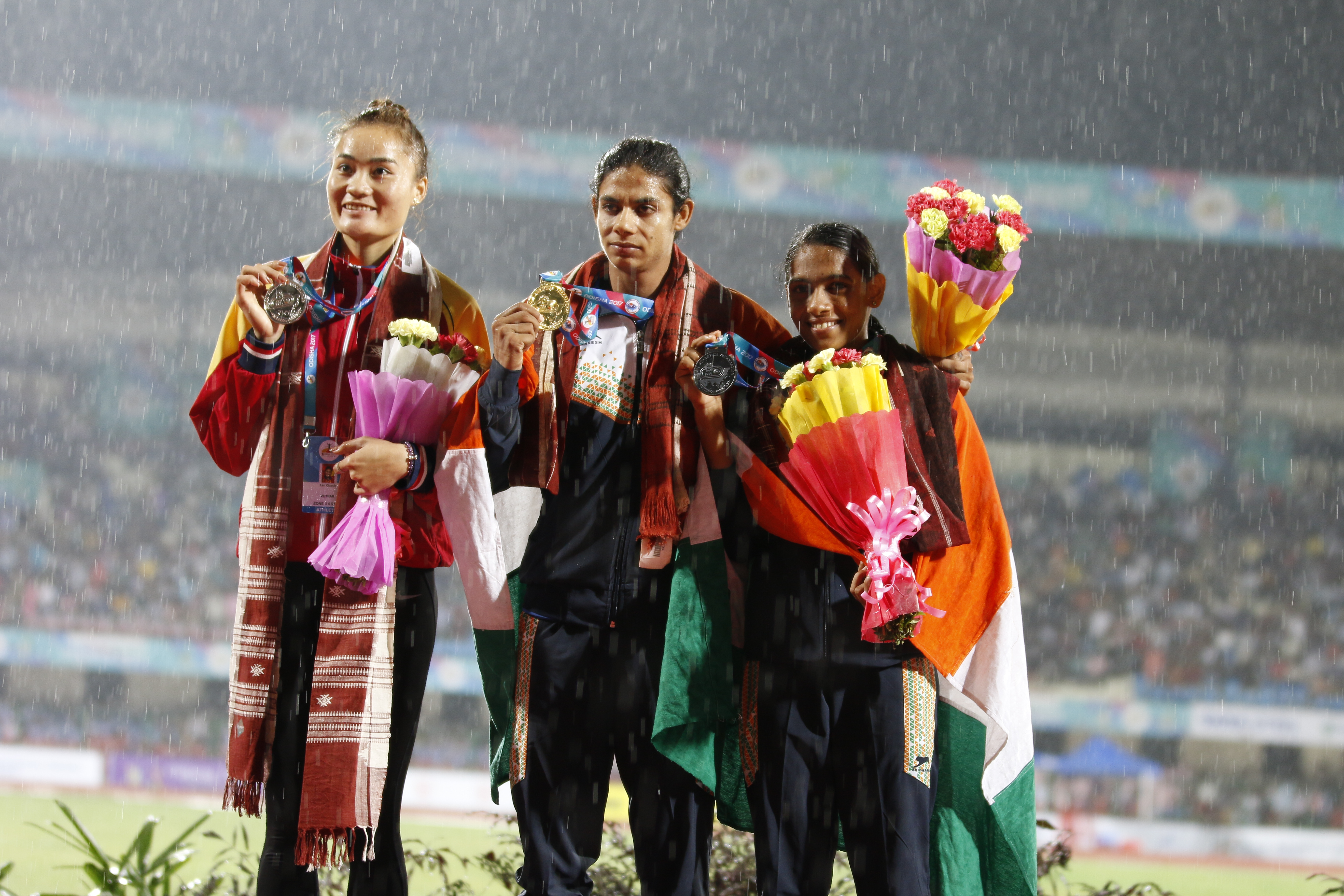
As medalhistas

| Posição           | Raia | Atleta                | Nacionalidade | Resultados | Notas |
| ----------------- | ---- | --------------------- | ------------- | ---------- | ----- |
| Medalha de ouro   | 3    | Nirmala Sheoran       | Índia         | 52.01      |       |
| Medalha de prata  | 6    | Quách Thị Lan         | Vietname      | 52.78      |       |
| Medalha de bronze | 5    | Jisna Mathew          | Índia         | 53.32      |       |
| 4                 | 4    | M. R. Poovamma        | Índia         | 53.36      |       |
| 5                 | 7    | Nirmali Madushika     | Sri Lanka     | 54.58      |       |
| 6                 | 8    | Kristina Pronzhenko   | Tajiquistão   | 54.62      |       |
| 7                 | 2    | Seika Aoyama          | Japão         | 55.63      |       |
| 8                 | 1    | Aliya Khattab Boshnak | Jordânia      | 57.33      |       |

Legenda
| Recorde mundial       | Recorde mundial (World record)               |                       | Recorde africano                      | Recorde africano (African) |                                           | Q | Classificado por posição (Qualified) |
| Recorde do campeonato | Recorde do campeonato (Championship record)  | Recorde da América    | Recorde da América (Americas)         | q                          | Classificado por melhor tempo (Qualified) |   |                                      |
| Melhor marca do ano   | Melhor marca do ano (World leading)          | Recorde asiático      | Recorde asiático (Asian)              | DNS                        | Não largou (Did not start)                |   |                                      |
| Recorde nacional      | Recorde nacional (National record)           | Recorde europeu       | Recorde europeu (European)            | DNF                        | Não terminou (Did not finish)             |   |                                      |
| Recorde pessoal       | Recorde pessoal do atleta (Personal best)    | Recorde da Oceania    | Recorde da Oceania (Oceania)          | DSQ / DQ                   | Desclassificado (Disqualified)            |   |                                      |
| Recorde da temporada  | Recorde da temporada do atleta (Season best) | Recorde sul-americano | Recorde sul-americano (South America) | NM                         | Sem marca (No mark)                       |   |                                      |